# 第1次小泉内閣 (第2次改造)
第1次小泉第2次改造内閣（だいいちじこいずみだいにじかいぞうないかく）は、衆議院議員、自由民主党総裁の小泉純一郎が第87代内閣総理大臣に任命され、2003年（平成15年）9月22日から同年11月19日まで続いた日本の内閣。
前の第1次小泉第1次改造内閣の改造内閣であり、第1次小泉内閣の2度目の内閣改造により発足した内閣である。2003年（平成15年）の自民党総裁選挙で小泉が総裁に再任されたことを受けたものである。

## 組閣当時の世論
- 北朝鮮による日本人拉致事件での対応で国民の人気が高かった官房副長官の安倍晋三を党幹事長に任命するなど、衆院解散総選挙を意識した「若手」「人気」重視の内閣となっている。
- 自民党内で若手で人気のある議員を集めたため、ほぼ必然的に「世襲」「タカ派」の議員が中心となり、「2世内閣」、「小泉ホークス」などと揶揄された。
- 「官僚の言いなり」「改革を妨害している」などと多くの非難を浴びていた扇千景に代えて、行政改革担当大臣であった石原伸晃を国土交通大臣に横滑りさせるなど「改革重視」を強調した内閣となっている。
- 内閣改造前に争点になっていた川口順子、竹中平蔵の両民間人閣僚は留任となった。

## その後の世論
- 「人気」重視で組閣された内閣で幹事長の安倍はマスメディアなどで「行列ができる幹事長」などと呼ばれ、国民の人気も高いと報道されていた。しかし、民主党の勢いを止めるには至らず、後の総選挙では民主党の躍進を許した。
- 第158特別国会において小泉は第88代の内閣総理大臣に指名・任命され、ほとんど同じ顔ぶれ（全閣僚再任）で第2次小泉内閣が発足した。
- 後に首相に就任する安倍晋三が自民党幹事長、福田康夫が内閣官房長官、麻生太郎が総務大臣、石破茂が防衛庁長官に就任。ポスト小泉を安倍・福田・麻生と争い、後に総裁に就任した谷垣禎一が財務大臣、ポスト福田を麻生と争った石原伸晃（国土交通大臣）、小池百合子（環境大臣）、と小泉総裁後の総裁選挙の候補者が一堂に入閣、党幹事長を務めることとなった。

## 国務大臣
| 職名                                                                          | 氏名       | 氏名 | 所属                               | 特命事項等                              | 備考           |
| ----------------------------------------------------------------------------- | ---------- | ---- | ---------------------------------- | --------------------------------------- | -------------- |
| 内閣総理大臣                                                                  | 小泉純一郎 |      | 衆議院 自由民主党                  |                                         | 自由民主党総裁 |
| 総務大臣                                                                      | 麻生太郎   |      | 衆議院 自由民主党 （河野グループ） |                                         | 再入閣         |
| 法務大臣                                                                      | 野沢太三   |      | 参議院 自由民主党 （森派）         |                                         | 初入閣         |
| 外務大臣                                                                      | 川口順子   |      | 民間                               |                                         | 留任           |
| 財務大臣                                                                      | 谷垣禎一   |      | 衆議院 自由民主党 （小里派）       |                                         | 横滑り         |
| 文部科学大臣                                                                  | 河村建夫   |      | 衆議院 自由民主党 （江藤・亀井派） | 国立国会図書館連絡調整委員会委員        | 初入閣         |
| 厚生労働大臣                                                                  | 坂口力     |      | 衆議院 公明党                      |                                         | 留任           |
| 農林水産大臣                                                                  | 亀井善之   |      | 衆議院 自由民主党 （山崎派）       |                                         | 留任           |
| 経済産業大臣                                                                  | 中川昭一   |      | 衆議院 自由民主党 （江藤・亀井派） | 国際博覧会担当                          | 再入閣         |
| 国土交通大臣                                                                  | 石原伸晃   |      | 衆議院 自由民主党 （無派閥）       | 首都機能移転担当 観光立国担当           | 横滑り         |
| 環境大臣                                                                      | 小池百合子 |      | 衆議院 自由民主党 （森派）         | 地球環境問題担当                        | 初入閣         |
| 内閣官房長官 内閣府特命担当大臣 （男女共同参画）                              | 福田康夫   |      | 衆議院 自由民主党 （森派）         |                                         | 留任           |
| 国家公安委員会委員長 内閣府特命担当大臣 （青少年育成及び少子化対策 食品安全） | 小野清子   |      | 参議院 自由民主党 （江藤・亀井派） |                                         | 初入閣         |
| 防衛庁長官                                                                    | 石破茂     |      | 衆議院 自由民主党 （橋本派）       |                                         | 留任           |
| 内閣府特命担当大臣 （沖縄及び北方対策 個人情報保護 科学技術政策）             | 茂木敏充   |      | 衆議院 自由民主党 （橋本派）       | 情報通信技術（IT）担当                  | 初入閣         |
| 内閣府特命担当大臣 （金融 経済財政政策）                                      | 竹中平蔵   |      | 民間                               |                                         | 留任           |
| 内閣府特命担当大臣 （規制改革 産業再生機構）                                  | 金子一義   |      | 衆議院 自由民主党 （堀内派）       | 行政改革担当 構造改革特区・地域再生担当 | 初入閣         |
| 内閣府特命担当大臣 （防災）                                                   | 井上喜一   |      | 衆議院 保守新党                    | 事態対処法制担当                        | 初入閣         |

- 金子国務大臣に「構造改革特区・地域再生担当」を命ずる補職辞令の発令は2003年（平成15年）10月24日付。

## 内閣官房副長官等
- 内閣官房副長官（政務） - 細田博之
- 内閣官房副長官（政務） - 山崎正昭
- 内閣官房副長官（事務） - 二橋正弘
- 内閣法制局長官 - 秋山收（留任）
- 内閣危機管理監 - 杉田和博（留任）

## 内閣総理大臣補佐官
- 内閣総理大臣補佐官（都市再生担当） - 牧野徹（留任）
- 内閣総理大臣補佐官（イラク担当） - 岡本行夫（留任）
- 内閣総理大臣補佐官（行政改革担当） - 佐藤剛男（2003年（平成15年）9月25日 - ）

## 副大臣
内閣改造3日後の2003年（平成15年）9月25日任命。
- 内閣府副大臣 - 伊藤達也（再任）、佐藤剛男、中島真人
- 防衛庁副長官 - 浜田靖一
- 総務副大臣 - 田端正広、山口俊一
- 法務副大臣 - 星野行男
- 外務副大臣 - 逢沢一郎、阿部正俊
- 財務副大臣 - 石井啓一、山本有二
- 文部科学副大臣 - 原田義昭、宮本一三
- 厚生労働副大臣 - 谷畑孝、森英介
- 農林水産副大臣 - 栗原博久、市川一朗
- 経済産業副大臣 - 坂本剛二、泉信也
- 国土交通副大臣 - 林幹雄、佐藤泰三
- 環境副大臣 - 加藤修一

## 大臣政務官
内閣改造3日後の2003年（平成15年）9月25日任命。
- 内閣府大臣政務官 - 西川公也、宮腰光寛、森元恒雄
- 防衛庁長官政務官 - 嘉数知賢、中島啓雄
- 総務大臣政務官 - 吉田六左ェ門（再任）、平沢勝栄、世耕弘成
- 法務大臣政務官 - 中野清（再任）
- 外務大臣政務官 - 田中和徳、吉田幸弘、荒井正吾
- 財務大臣政務官 - 七条明、山下英利
- 文部科学大臣政務官 - 田村憲久、馳浩
- 厚生労働大臣政務官 - 竹本直一、佐々木知子
- 農林水産大臣政務官 - 木村太郎、福本潤一
- 経済産業大臣政務官 - 江田康幸、菅義偉
- 国土交通大臣政務官 - 鶴保庸介（再任）、佐藤茂樹、斉藤滋宣
- 環境大臣政務官 - 砂田圭佑